# Rothesay Classic 2024
Il Rothesay Classic 2024, conosciuto anche come Birmingham Classic, è stato un torneo femminile di tennis giocato sull'erba. È stata la 42ª edizione del torneo che fa parte della categoria WTA 250 nell'ambito del WTA Tour 2024. Si è giocato presso l'Edgbaston Priory Club di Birmingham (Inghilterra) dal 17 al 23 giugno 2024.

## Partecipanti singolare

### Teste di serie
| Nazionalità | Giocatore           | Ranking* | Testa di serie |
| ----------- | ------------------- | -------- | -------------- |
| Lettonia    | Jeļena Ostapenko    | 13       | 1              |
| Rep. Ceca   | Barbora Krejčíková  | 25       | 2              |
| Romania     | Sorana Cîrstea      | 29       | 3              |
| Regno Unito | Katie Boulter       | 30       | 4              |
| Belgio      | Elise Mertens       | 32       | 5              |
| Canada      | Leylah Fernandez    | 33       | 6              |
|             | Anastasija Potapova | 36       | 7              |
| Rep. Ceca   | Marie Bouzková      | 37       | 8              |

* Ranking al 10 giugno 2024.

### Altre partecipanti
Le seguenti giocatrici hanno ricevuto una wild card per il tabellone principale:
- Harriet Dart
- Sloane Stephens
- Heather Watson
- Caroline Wozniacki

La seguente giocatrice è entrata in tabellone con il ranking protetto:
- Ajla Tomljanović

Le seguenti giocatrici sono entrate nel tabellone principale passando dalle qualificazioni:

- Elina Avanesjan
- Viktorija Golubic
- Camila Osorio
- Amelia Rajecki
- Daria Saville
- Moyuka Uchijima

La seguente giocatrice è entrata in tabellone come lucky loser:
- Caroline Dolehide

### Ritiri
Prima del torneo
- Mirra Andreeva → sostituita da  Magdalena Fręch

## Partecipanti doppio

### Teste di serie
| Nazionalità   | Giocatore          | Nazionalità   | Giocatore           | Ranking* | Teste di serie |
| ------------- | ------------------ | ------------- | ------------------- | -------- | -------------- |
| Taipei cinese | Hsieh Su-wei       | Belgio        | Elise Mertens       | 3        | 1              |
| Canada        | Gabriela Dabrowski | Nuova Zelanda | Erin Routliffe      | 10       | 2              |
| Rep. Ceca     | Marie Bouzková     | Spagna        | Sara Sorribes Tormo | 44       | 3              |
| Stati Uniti   | Asia Muhammad      | Indonesia     | Aldila Sutjiadi     | 65       | 4              |

* Ranking al 10 giugno 2024.

### Altri partecipanti
Le seguenti coppie di giocatrici hanno ricevuto una wild card per il tabellone principale:
- Alicia Barnett /  Freya Christie
- Samantha Murray Sharan /  Eden Silva

## Punti
| Evento    | V   | F   | SF | QF | 2T   | 1T | Q    | Q2   | Q1   |
| Singolare | 250 | 163 | 98 | 54 | 30   | 1  | 18   | 12   | 1    |
| Doppio    | 250 | 163 | 98 | 54 | N.D. | 1  | N.D. | N.D. | N.D. |

## Montepremi
| Evento    | V        | F        | SF       | QF      | 2T      | 1T      | Q2      | Q1      |
| Singolare | 35 250 $ | 20 830 $ | 11 610 $ | 6 608 $ | 4 040 $ | 2 890 $ | 2 140 $ | 1 380 $ |
| Doppio*   | 12 820 $ | 7 210 $  | 4 140 $  | 2 470 $ | N.D.    | 1 900 $ | N.D.    | N.D.    |

*per team

## Campionesse

### Singolare
Julija Putinceva ha sconfitto in finale  Ajla Tomljanović con il punteggio di 6-1, 7-6(8).
- É il terzo titolo in carriera per Putinceva, il primo della stagione.

### Doppio
Hsieh Su-wei /  Elise Mertens hanno sconfitto in finale  Miyu Katō /  Zhang Shuai con il punteggio di 6-1, 6-3.